# A través de tu recuerdo
«A través de tu recuerdo» es el primer sencillo del álbum María Inés, primera producción discográfica de la cantante mexicana María Inés Guerra, compuesto y producido por Max Di Carlo, Dj Duende y Carlos Lara. El álbum María Inés fue publicado en 2003, y a partir de 2018 se encuentra disponible en distintas plataformas de música digital como Apple Music, Deezer, YouTube Music y Spotify.
El 17 de julio de 2020 María Inés subió a la plataforma Youtube una versión a piano de la canción después de diecisiete años de haberla grabado.  